# Quentalia tolima
Quentalia tolima är en fjärilsart som beskrevs av Paul Dognin 1922. Quentalia tolima ingår i släktet Quentalia och familjen silkesspinnare. Inga underarter finns listade.